# Ralf und Florian
Ralf und Florian este un album din 1973 al trupei Kraftwerk. Ca și celelalte două albume anterioare, acesta nu a fost lansat până acum oficial pe CD. Trupa a afirmat că este posibil ca acest lucru să se întâmple după lansarea setului Der Katalog.
Așa cum indică și titlul, toate piesele albumului au fost scrise, cântate și produse de Ralf Hutter și Florian Schneider, cu sesiunile realizate de Konrad Plank. Albumul are un sunet mai "lustruit" și o calitate mai bună față de albumele anterioare, datorită faptului că trupa a avut la dispoziție propriul lor studio, Kling Klang.
Albumul este aproape în întregime instrumental (câteva cuvinte "rătăcite" apar în melodia Tanzmusik, iar Ananas Symphonie arată prima folosire de către trupă a unui Vocoder, care mai târziu a devenit o caracteristică principală la Kraftwerk). Trupa era încă în lipsa unui percuționist iar câteva melodii, în special Tanzmusik, au în componență fragmente dintr-o orgă ritmică. În general albumul este mult mai lent și mai puțin ritmic față de muzica electronică clasică a trupei.
Albumul a avut un succes modest în Germania. Percuționistul Wolfgang Flur a fost angajat să cânte alături de Ralf și Florian pentru o apariție TV promoțională în Berlin, la televiziunea WDR TV. A devenit membru al trupei după aceasta.

## Lista de melodii
1. Elektrisches Roulette / Ruleta electrică - 04:20
2. Tongebirge / Munte de sunet - 02:50
3. Kristallo / Cristale - 06:20
4. Heimatklange / Alarma de acasă - 03:45
5. Tanzmusik / Muzica dance - 06:35
6. Ananas Symphonie / Simfonia ananasului - 13:55